# Olivér Halassy
Dans le nom hongrois Halassy Olivér, le nom de famille précède le prénom, mais cet article utilise l’ordre habituel en français Olivér Halassy, où le prénom précède le nom.
Olivér Halassy est un nageur et joueur de water-polo hongrois né le 31 janvier 1909 à Újpest et mort le 10 septembre 1946 à Budapest.

## Biographie
Il est le premier sportif amputé à disputer des Jeux olympiques ; il est amputé de son pied gauche à l'âge de huit ans à la suite d'un accident avec un tramway.
Olivér Halassy remporte avec l'équipe de Hongrie de water-polo masculin la médaille d'or aux Jeux olympiques d'été de 1932 à Los Angeles et aux Jeux olympiques d'été de 1936 à Berlin et la médaille d'argent aux Jeux olympiques d'été de 1928 à Amsterdam. Il est aussi sacré à trois reprises champion d'Europe de water-polo (1931, 1934, 1938). Il est par ailleurs champion de Hongrie de 1930 à 1939 (10 titres consécutifs) avec l'Újpesti TE.
En natation, Olivér Halassy est sacré champion d'Europe du 1 500 mètres nage libre en 1931 à Paris et remporte 25 titres nationaux entre 1926 et 1938 sur 400, 800 et 1 500 mètres nage libre, en relais 4 × 200 mètres nage libre et en natation en eau libre.
Il meurt à l'âge de 37 ans, tué par un soldat soviétique après un cambriolage près de chez lui à Budapest.
Il entre à l'International Swimming Hall of Fame en 1978.